# Diabloceratops
Diabloceratops är ett nyupptäckt släkte av växtätande dinosaurier i infraordningen ceratopsider. Den levde i Utah i slutet av kritaperioden. 

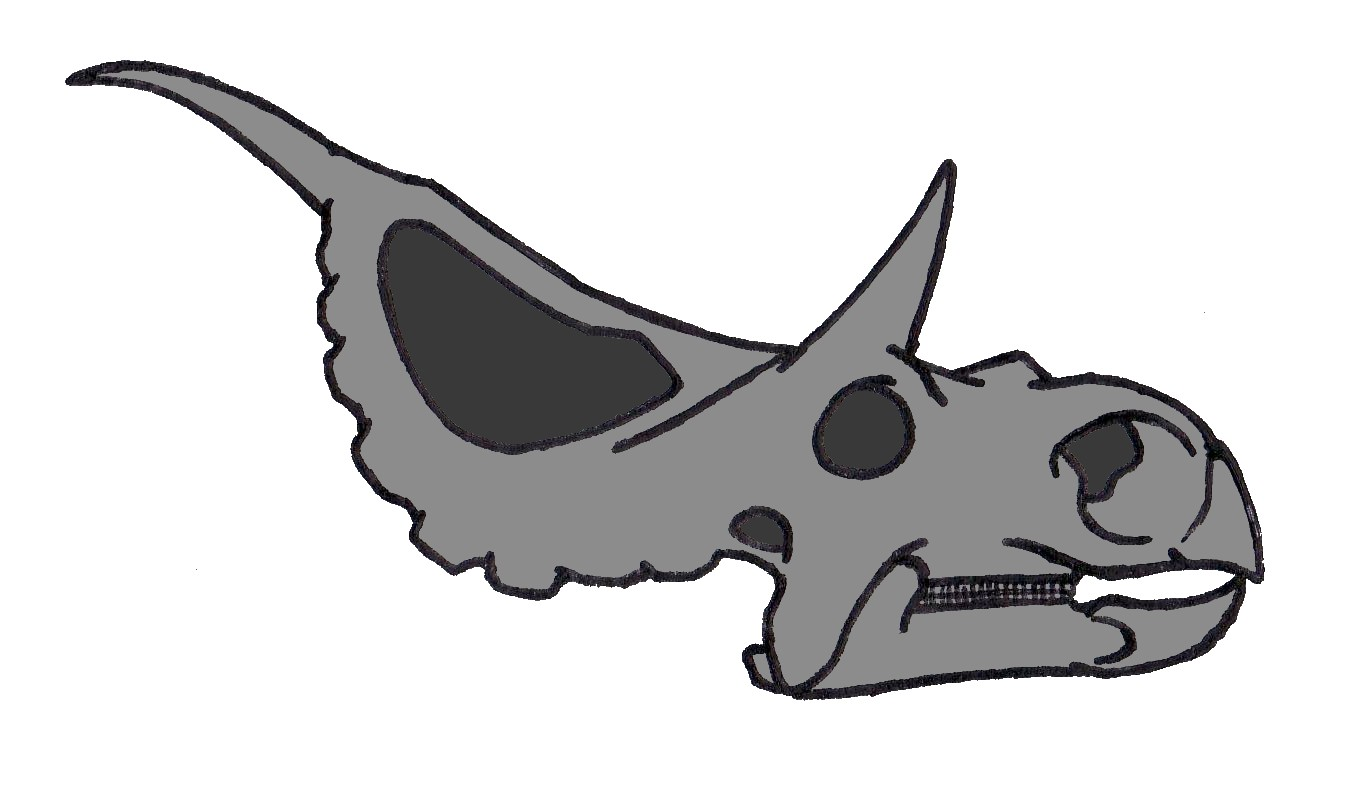
Skallen hos Diabloceratops.

Diabloceratops var en typisk ceratopsie med stor nackkrage av ben. Nackkragen var smalare än på till exempel Triceratops. Diabloceratops hade ett obetydligt noshorn och två små horn över ögonen. på toppen av kragen hade den också ett par horn, vilka var långa och spretade åt sidorna.

## Taxonomi
Diabloceratops klassificeras till underfamiljen centrosaurinae, och är kanske en av de äldsta. Den dateras vara cirka 85 miljoner år, jämfört med de flesta andra ceratopsider, som dateras vara cirka mellan 78 och 65 miljoner år gamla. Diablceratops nackkrage har vissa yttre likheter med den hos Styracosaurus.